# Frans Brouw
Florent Robert Frans Brouw (Veurne, 31 januari 1929 – Québec, 8 juli 2025) was een Belgisch pianovirtuoos die in 1964 naar Canada vertrok en in 1975 de nationaliteit van dit land aannam.

## Levensloop
Brouw kon nog maar amper lezen toen hij al noten kon ontcijferen en begon piano te spelen. Zijn studies aan het Koninklijk Conservatorium in Brussel, bij Marcel Maas en Jenny Solheid, leverden hem op:
- een eerste prijs piano in 1948,
- een diploma van virtuositeit in 1951.

Nadat hij in 1952 zijn studies aan het Koninklijk Conservatorium in Brussel als laureaat had beëindigd, nam Brouw deel aan de dat jaar gehouden Koningin Elisabethwedstrijd voor piano. Hij eindigde als vierde laureaat en dit was het begin van een intensieve carrière als internationaal gegeerde concertpianist, onderbroken door een achttien maanden lange legerdienst. Hij trad onder meer op in de New Yorkse Carnegie Hall.
Hij werd in 1962 (na verschillende malen zijn kandidatuur voor een dergelijke functie te hebben gesteld) leraar aan het Koninklijk Conservatorium in Gent. Het gebrek aan middelen om een ernstige pedagogie uit te bouwen, ontgoochelde hem zeer.
In 1964 aanvaardde hij een betrekking van pianodocent en muziekpedagoog aan de Université du Québec à Montréal in Canada. Het beviel er hem en hij besliste zich definitief in dit land te vestigen en er de nationaliteit van aan te nemen. Naast zijn activiteiten in Québec, bleef hij verder internationaal als pianist optreden. Regelmatig deed hij concerttournees in Canada en de Verenigde Staten. Daarnaast trad hij op in de Sovjet-Unie, Europa, Afrika (Congo) enz.
Hij werd in 2001 ereburger van zijn geboortestad Veurne. Hij zetelde als jurylid in de Internationale Wedstrijd Koningin Elisabeth in 1964, 1968 en 1991. Hij behoorde viermaal tot de genodigden op de Driekoningenkunstweekends van gravin Hélène d'Hespel.
Jean Absil heeft aan hem zijn Trois Pieces de Piano (pour la main droite seule) Op. 32 opgedragen.
Brouw overleed op 8 juli 2025 op 96-jarige leeftijd.